# Batalla de Irapa
La batalla de Irapa fue un enfrentamiento entre las fuerzas independentistas de José Francisco Bermúdez y las fuerzas realistas comandadas por Francisco Cerveriz en la ciudad de Irapa ubicada en el actual estado Sucre. Bermúdez proveniente de Güiria se dirigía hacia Cumaná para tomar dicha ciudad, en el trayecto se encuentra la ciudad de Irapa en donde enfrentó y derrotó a los realistas y tomó la ciudad.